# Harald Feuchtmann Pérez
Harald Feuchtmann Pérez (* 21. Dezember 1987) ist ein chilenisch-deutscher Handballspieler.
Der 1,78 Meter große und 85 Kilogramm schwere Harald Feuchtmann stand von der Saison 2011/12 bis 2012/13 beim süddeutschen Handballdrittligisten TSV Friedberg unter Vertrag. Anschließend spielt er für die HG 85 Köthen. 2014 schloss er sich dem Drittligisten HSC Bad Neustadt an. Eine Saison später wechselte er zum Bayernligisten DJK Waldbüttelbrunn. In der Saison 2017/18 lief er für den Leichlinger TV auf. Im Sommer 2018 wechselte er zum schwedischen Verein Skogås HK. Im Dezember 2020 schloss er sich AIK Handboll an.
Für die chilenische Nationalmannschaft bestritt Harald Feuchtmann Pérez bis zum 15. Januar 2021 39 Länderspiele, in denen er 60 Tore warf. Durch den dritten Platz, den Chile bei der Panamerika-Meisterschaft 2010 belegte, nahm die Mannschaft 2011 erstmals an einer Weltmeisterschaft teil. An dieser Veranstaltung nahm Feuchtmann aber nicht teil, er schaffte es nur ins vorläufige Aufgebot seines Nationalteams. Doch spätestens mit dem dritten Rang Chiles bei den Panamerika-Spielen im Juni 2012, die im argentinischen Buenos Aires stattfanden, ist er in der Andenrepublik zur festen sportlichen Größe aufgestiegen. Nach der erneuten WM-Qualifikation für die Spiele im Januar 2013 in Spanien hat er sich einen Stammplatz auf der Linksaußen-Position erarbeitet. Bei der Weltmeisterschaft 2013 bestritt er sieben Spiele.
Harald Feuchtmanns Großvater Friedrich Feuchtmann (1898–1985) war in den 1930er Jahren von Mannheim nach Chile ausgewandert, wo er sich in Valparaíso niederließ. Seine Brüder Erwin und Emil sowie seine Schwester Inga spielen ebenfalls Handball und stehen im Aufgebot der Nationalmannschaft.